# Charles Pattin
Charles Pattin – francuski hokeista na trawie, który występował m.in. na pozycji napastnika, uczestnik Letnich Igrzysk Olimpijskich 1908.
Na igrzyskach w Londynie, Pattin reprezentował swój kraj w dwóch spotkaniach (czyli we wszystkich, jakie Francja rozegrała na tym turnieju); były to mecze przeciwko ekipom: Cesarstwa Niemieckiego (1-0 dla Niemców) i Anglii (10-1 dla Anglii). W klasyfikacji końcowej, jego drużyna zajęła ostatnie szóste miejsce.